# Rénoviction
Dans le droit du bail résidentiel, une rénoviction est une éviction de logement effectuée sous prétexte que le propriétaire veut rénover le logement, alors qu'il souhaite en fait augmenter ses revenus de loyer de manière importante, dans la perspective de faire remplacer des locataires à revenus faibles ou moyens par des locataires à revenus élevés.
Bien que la comparaison n'est pas parfaite, les rénovictions sont similaires aux flips immobiliers car dans les deux cas, des habitations sont rendues inabordables au grand public à la suite de rénovations visant l'enrichissement du propriétaire. Les flips immobiliers concernent des propriétés franches, tandis que les rénovictions touchent des propriétés locatives.

## Droit par pays

### Québec  (Canada)
Le Code civil du Québec n'utilise pas le mot « rénoviction ». Dans le cas du bail résidentiel, lorsqu'il ne s'agit pas d'une reprise de logement, le Code civil autorise  l'éviction dans trois circonstances ː  « pour subdiviser le logement, l’agrandir substantiellement ou en changer l’affectation »,. Comme les propriétaires ne pensent pas pouvoir obtenir l'éviction légalement, ils usent souvent de méthodes illégales de harcèlement pour contraindre les locataires à quitter l'immeuble, malgré l'existence d'un « droit au maintien dans les lieux » des locataires (art. 1936 C.c.Q.).
La décision Fortier c. 9443-5070 Québec inc du Tribunal administratif du logement est une affaire qui illustre le phénomène des rénovictions. Le propriétaire harcèle ses locataires pour les contraindre à quitter leur logement et y effectuer des rénovations majeures. Le propriétaire est condamné deux fois au versement de 20 000 ̰dollars de dommages punitifs (deux personnes, pour 10 000 dollars chacune) et au paiement de 4 000 dollars en dommages moraux. Cette décision concerne également l'article 1902 du Code civil du Québec, qui interdit le harcèlement des locataires par les locateurs.